# Oscar Willis Layne
Oscar Willis Layne (* 12. Juni 1918 in Panama-Stadt; † 24. Februar 2016) war ein panamaischer Radrennfahrer.

## Sportliche Laufbahn
Layne war im Bahnradsport und im Straßenradsport aktiv. Bei den Zentralamerika- und Karibikspielen 1938, 1946 und 1950 gewann er Goldmedaillen. 1938 siegte er im Sprint und im 1000-Meter-Zeitfahren, 1946 und 1950 im Sprint. Er war mehrfacher nationaler Meister im Bahnradsport. 1941 gewann Layne das Rennen Panama–Pacora–Panama, 1942 gewann er alle nationalen Rennen der Saison. Auf internationaler Ebene gewann er in den Jahren 1945 und 1946 in Trinidad und Tobago die Meisterschaft über eine halbe Meile und die 5-Meilen. In Demerara, dem heutigen Guyana, triumphierte er in Rennen über eine halbe Meile und im 3-Meilen-Rennen. Bei den Bolivarischen Spielen 1947 in Peru gewann Layne die Goldmedaillen im Zeitfahren und in der Einerverfolgung.
Layne wurde 2002 als erfolgreichster Sportler der Hauptstadt durch den Bürgermeister von Panama-Stadt symbolisch mit dem Schlüssel der Stadt ausgezeichnet.